# 江楊北路駅
座標: 北緯31度20分0秒 東経121度29分9秒 / 北緯31.33333度 東経121.48583度
江楊北路駅（こうようほくろえき、中文表記: 江杨北路站、英文表記: North Jiangyang Road Station）は中華人民共和国上海市宝山区に位置する上海軌道交通3号線の駅。

## 駅構造
相対式ホーム2面2線の地上駅。通常は改札に面したホームのみ使用する。

## 歴史
- 2006年12月18日 - 開業。

## 隣の駅
上海軌道交通
■3号線
鉄力路駅 - 江楊北路駅